# Dhar (India)
Dhar è una suddivisione dell'India, classificata come municipality, di 75.472 abitanti, capoluogo del distretto di Dhar, nello stato federato del Madhya Pradesh. In base al numero di abitanti la città rientra nella classe II (da 50.000 a 99.999 persone).

## Geografia fisica
La città è situata a 22° 36' 0 N e 75° 17' 60 E e ha un'altitudine di 558 m s.l.m..

## Società

### Evoluzione demografica
Al censimento del 2001 la popolazione di Dhar assommava a 75.472 persone, delle quali 39.225 maschi e 36.247 femmine. I bambini di età inferiore o uguale ai sei anni assommavano a 10.446, dei quali 5.549 maschi e 4.897 femmine. Infine, coloro che erano in grado di saper almeno leggere e scrivere erano 52.563, dei quali 29.811 maschi e 22.752 femmine.